# Lív Sveinbjørnsdóttir Poulsen
Lív Sveinbjørnsdóttir Poulsen (født 27. december 2001 i Vestmanna, Færøerne) er en kvindelig færøsk håndboldspiller der spiller for den danske klub EH Aalborg i Damehåndboldligaen og Færøernes kvindehåndboldlandshold.
Hun fik officiel ligadebut for danske Herning-Ikast Håndbold den 30. januar 2019. I marts 2021 blev det annonceret at Poulsen havde skrevet under på en 1-årig aftale med Ajax København.
Poulsen fik debut på det færøske A-landshold den 29. september 2019 mod Polen.

## Meritter
- Damehåndboldligaen:
  - Sølv: 2019,
  - Bronze: 2021
- DHF's Landspokalturnering:
  - Vinder: 2019